# 電子図書館
電子図書館（でんしとしょかん、英語: electronic library）とは、図書をデジタル端末からいつでも借りられるサービスである。インターネット上にあるデジタルコンテンツを集積したサイトが多いことや、歴史的な経緯によりデジタルライブラリ（英: Digital Library）とも呼ばれる。
それ以外にも、電子データベースの充実した図書館や、インターネットから蔵書の検索・予約などが出来るシステムが導入されている図書館も電子図書館と呼ばれることがある。

## テクノロジー
無制限に利用されないため、デジタル著作権管理のシステムを利用する場合がある。
電子書籍の購入は普通図書と比較約3倍の費用がかかるといわれる。加えて貸し出し上限が決まっているものもある。サーバー費用もかかるため、普通図書よりも費用が高額となってしまう。
一方で過疎化が進む自治体では電子図書館で図書館不足を補う所もある。図書館を新設するよりも安く費用を抑えられ、また蔵書も多くできるからである。日本では、2022年時点で電子図書館がないのは6都道府県にとどまる。

## 法律関係
国際図書館連盟は、2013年2月に「図書館による電子書籍貸出のための原則」を公示した。この中では、電子書籍については、出版者などと契約を結んで利用できる状態にすること、利用者の利用やプライバシーに配慮することなどが上げられた。
日本での通常の図書館では、著作権法のなかに権利制限規定によって新刊の書籍を貸し出し・複製を許可する権利を獲得しているが、電子書籍については更なる配慮や関連する法律などとの調整が求められた。
アメリカでは、1976年の著作権法に基づくフェアユース条項（17USC§107）がガイドラインとなっている。著作物の公共性などの性質、市場への影響などの四要素が考慮され、認められれば著作権の例外として利用することが可能となる。

## 言語別電子図書館一覧
総合
- Free eBooks | Project Gutenberg
- Internet Archive
- WWW Virtual Library
- ウィキソース

日本語
- 書籍デジタル化委員会電子図書館
- 青空文庫
- プロジェクト杉田玄白
- Japanese Text Initiative
- 菊池眞一研究室都々逸（旧名：J-TEXTS 日本文学電子図書館）
- アジア経済研究所図書館デジタルアーカイブス（一部有料、深夜利用不可）
- 国立国会図書館デジタルコレクション
- ウィキソース日本語版
- 電子図書館（電子貸出サービス）実施図書館

韓国語（日本でID取得が可能）
- 江南区電子図書館閲覧サービス | 市川市公式Webサイト（江南区電子図書館閲覧サービスについて - ウェイバックマシン（2013年9月11日アーカイブ分））

英語
- bartleby
- Internet Public Library
- Digital Collections, Available Online | Library of Congress（アメリカ議会図書館デジタルコレクション）
- NYPL Digital Collections（ニューヨーク公共図書館デジタルコレクション）
- Rare Book Room（英語版）

ドイツ語
- BBF | Bibliothek für Bildungsgeschichtliche Forschung des DIPF — Bibliothek für Bildungsgeschichtliche Forschung（ドイツ、ベルリン、教育史研究図書館）
- textlog.de - Historische Texte und Wörterbücher

フランス語
- Athena
- ガリカ（フランス語版）、Gallica（フランス国立図書館）

中国語
- 国学网
- 傲世九重天最新章节列表_风凌天下_傲世九重天小说无弹窗广告_亦凡书库（亦凡书库石溪镜像 - ウェイバックマシン（2008年5月9日アーカイブ分）、亦凡書庫）
- 漢籍電子文獻（台湾中央研究院）
  - 漢籍電子文獻資料庫

ロシア語
- РУССКАЯ ВИРТУАЛЬНАЯ БИБЛИОТЕКА